# Aurélien Diesse
Aurélien Diesse (Bondy, 16 ottobre 1997) è un judoka francese.

## Palmarès
- Giochi olimpici

Parigi 2024: oro nella gara a squadre;
- Mondiali

Tokyo 2019: argento nella gara a squadre mista;
- Giochi europei

Minsk 2019: bronzo nella gara a squadre mista;